# Trại

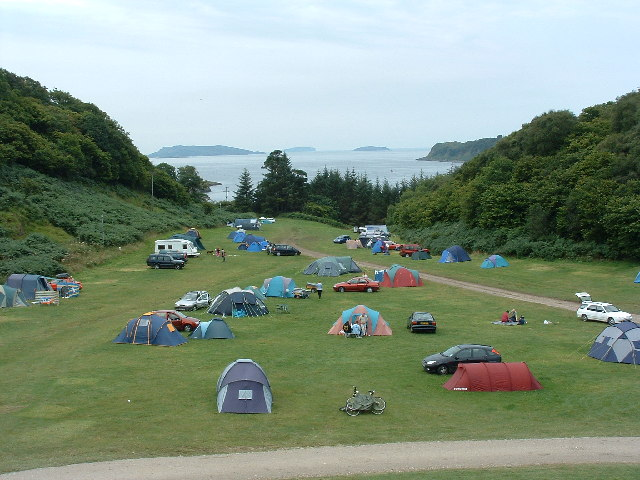
Một khu trại

Trại hay còn gọi là một khu trại là một nơi được sử dụng để ở lại qua đêm ở ngoài trời bằng việc cắm các lều bạt tạm thời thường là một mảnh bạt được căng bốn góc và được cố định bằng những sợi dây, ở đầu sợi dây được đóng cố định tạm thời xuống đất. Trong tiếng Anh-Anh một khu cắm trại là một khu vực, thường được chia thành nhiều phân khu nơi mọi người có thể cắm trại qua đêm bằng cách sử dụng lều bạt hoặc xe cắm trại. Trong tiếng Anh-Mỹ, khu cắm trại thường có nghĩa là một khu vực nơi một cá nhân, nhóm bè bạn, gia đình, hoặc đơn vị quân đội có thể thực hiện việc cắm trại.
Trong tiếng Việt, thuật ngữ trại hay khu trại ngoài ý nghĩa là những khu vực thực hiện việc cắm trại hay một hình thức trú ngụ của con người thì còn dùng để chỉ về những khu vực, công trình, tòa nhà được thiết kế, xây dựng với các quy mô khác nhau được sử dụng cho nhiều mục đích khác nhau như: trang trại chỉ về các trại được xây dựng ở vùng nông thôn, cánh đồng, đồng quê, sơn trại là các loại trại làm sào huyệt của sơn tặc, cướp, lục lâm thảo khấu, ngoài ra còn các hình thức trại như: doanh trại, trại quân sự, trại tế bần, trại trẻ mồ côi, trại tỵ nạn, trại tập trung, trại lao động, trại giam, trại hành quyết, trại cai nghiện, trại cải tạo...